# 王子生協病院
王子生協病院（おうじせいきょうびょういん）は、東京ほくと医療生活協同組合が東京都北区豊島に設置する病院。

## 概要
1948年、戦後の荒廃と貧困の中、自らの医療を確保するために労働者を中心とするこの地域の人々がお金と運動を持ち寄り医療従事者と組んで王子生協病院の前身となる労働者クラブ診療所を開設。2020年5月現在、159床 （急性期一般病棟：47床,地域包括ケア病棟45床,緩和ケア病棟25床,回復期リハビリテーション病棟42床）を備える。
救急告示病院であり、2017年度の救急搬送受け入れ件数実績は581件。公益財団法人日本医療機能評価機構認定病院で病院評価結果は3rdG:Ver.2.0(2回目、2019年4月5日認定、2024年4月3日認定有効期限)。
全日本民主医療機関連合会（民医連）に加盟している。

## 沿革
(この節の出典)
- 1948年　労働者クラブ診療所（王子生協病院の前身）開設
- 1956年　労働者クラブ生協付属病院へ（25床）
- 1968年　王子生協病院に名称変更
- 1987年　王子生協病院増改築（149床）
- 1995年　阪神淡路大震災に医療支援（医師、看護師など派遣）
- 2005年　2階病棟を一般病棟から療養病棟へ変更
- 2006年　臨時総代会にて王子生協病院の現地建替え方針決定
- 2008年　王子生協病院158床に増床
- 2009年　通常総会にて王子生協病院現地建替え計画を決定
- 2010年　電子カルテ導入
- 2011年10月　王子生協病院第1期棟完成・診療開始（111床）
- 2014年　王子生協病院 緩和ケア病棟（北区で初めて）オープン、一般1病棟の転換（159床）
- 2015年　無料低額診療事業開始

## 診療科
- 内科[7]
- 外科[7]
- 整形外科[7]
- 神経内科[7]
- 小児科[7]
- 循環器科[7]
- 消化器科[7]
- 呼吸器科[7]
- 皮膚科[7]
- 泌尿器科[7]
- リハビリテーション科[7]

## 糖尿病教室
医師、歯科医師、看護師、薬剤師、栄養士、理学療法士、臨床検査技師といった多職種による糖尿病に対する専門的解説を行い個別の質問にも応じている。

## 医療機関の認定
（この節の出典）
- 保険医療機関
- 労災保険指定医療機関
- 生活保護法指定医療機関
- 公害医療機関
- 原子爆弾被害者一般疾病医療取扱医療機関
- 指定自立支援医療機関（更生医療）
- 指定自立支援医療機関（育成医療）
- 指定自立支援医療機関（精神通院医療）
- 臨床研修病院
- 在宅療養後方支援病院
- 身体障害者福祉法指定医の配置されている医療機関
- 無料低額診療事業実施医療機関

## 差額ベッド代について
病院の理念により、差額ベッド料（個室料）を徴収していない。

## 交通アクセス
- JR京浜東北線「王子駅」中央口、東京メトロ南北線「王子駅」2番出口から徒歩約15分
- 王子駅から東京都営バス王40甲折返,王57,王40丙,王40甲系統乗車、「豊島3丁目」停留所下車徒歩3分

## 周辺
- 東京都北区立豊川小学校
- 東京都北区立明桜中学校
- 王子郵便局
- 東京シティ信用金庫王子支店